# Jack Poels
Jack Poels (America, 27 juni 1957) is een Nederlandse zanger en gitarist. Hij is vooral bekend als de leadzanger van de Limburgse dialectband Rowwen Hèze. Poels schrijft het grootste gedeelte van de muziek en de teksten voor deze band. De muziek die hij maakt is een mengeling van (Ierse) folk, tex-mex en traditionele (Spaanse/Mexicaanse) accordeonmuziek.

## Biografie
Vanaf midden jaren 70 tot 1985 zong Poels bij de Americaase band Bad Edge, die weinig succesvol was. In 1985 kwam hij in contact met de eveneens Americaase band The Legendary Texas Four, die op dat moment bestond uit Theo Joosten, Jan Philipsen en Mart Deckers. De zanger had deze band net verlaten en Poels nam nu diens plaats in, waarna The Legendary Texas Four zichzelf hernoemde tot Rowwen Hèze. De band zong op dat moment in het Engels, maar Poels wilde enkele dialectnummers zingen. Rowwen Hèze werd in de jaren snel steeds bekender, eerst landelijk en vervolgens ook internationaal.
Poels speelt gitaar (afwisselend elektrisch en akoestisch) en mondharmonica.
De teksten die Poels schrijft hebben onder meer betrekking op zijn persoonlijke leven. Op het album Vandaag (2001) zingt hij over zijn pasgeboren zoontje. Op Dageraad (2003) zingt hij over de scheiding van zijn vrouw en de gevoelens die dat met zich meebracht. Het album Rodus & Lucius gaat over Poels' privéleven na zijn scheiding en hoe hij na een aantal moeilijkere jaren weer terug op de rails is.
Poels heeft ook furore gemaakt als schilder. Hij ontwierp al het "Rowwen Hèze-symbool" dat te zien is op de kaft van de eerste Rowwen Hèze cd Blieve Loëpe; het Amerikaanse vrijheidsbeeld met een sigaret, een klomp en een pot bier. Ook het ontwerp van de hoes van het album Dageraad, een grote geluksknikker, komt van zijn hand.
Daarnaast is Poels vanaf 2003 samen met Leon Giesen, oud-bassist van onder meer Toontje Lager, en een aantal andere muzikanten actief in het project "Holland America Lijn".
Op 27 april 2007 werd Jack Poels benoemd tot Ridder in de Orde van Oranje-Nassau. Openbaar-vervoerbedrijf Veolia vernoemde een van haar Velios-treinen naar hem.
Vanaf begin 2009 publiceert Poels elke twee weken een gedicht in Dagblad de Limburger. De teksten van enkele van deze gedichten werden op muziek gezet en uitgebracht door een muziekcollectief van Poels en anderen, genaamd Herberg de Troost. Het eerste album van dit collectief, getiteld Langs de weg, werd uitgebracht via Poels' eigen label "PEEL", wat staat voor "Poels Enckevort Eigen Label". Met Rowwen Hèze-accordeonist Tren van Enckevort richtte hij tegelijkertijd muziekuitgeverij "MAAS" op: "Muzikale Alliantie America Sevenum". In 2014 doet hij ook mee met het zesde seizoen van De beste zangers van Nederland.